# Gare de Mézidon
La gare de Mézidon, également appelée gare de Mézidon-Canon, est une gare ferroviaire française située sur le territoire de l'ancienne commune de Mézidon-Canon, intégrée à Mézidon Vallée d'Auge, dans le département du Calvados, en région Normandie.

## Situation ferroviaire
Établie à 26 mètres d'altitude, la gare de bifurcation de Mézidon est située au point kilométrique (PK) 215,516 de la ligne de Mantes-la-Jolie à Cherbourg et au PK 142,485 de la ligne du Mans à Mézidon. Elle était également l'origine de la ligne de Mézidon à Trouville - Deauville déclassée entre Mézidon et Dives - Cabourg.

## Histoire
La gare a été inaugurée le 29 décembre 1855 lors de l'ouverture, par la Compagnie des chemins de fer de l'Ouest, de la section Mantes – Lisieux – Caen de la ligne de Mantes-la-Jolie à Cherbourg.

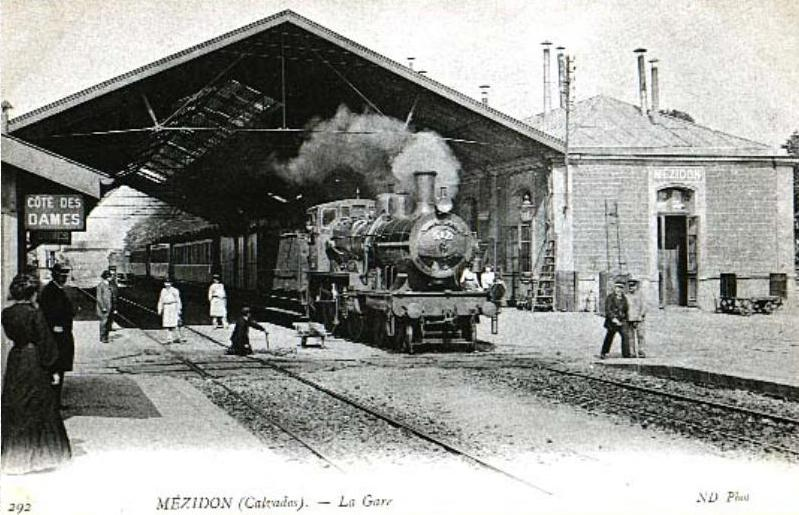
La gare avec son ancienne halle, vers la fin du XIXe siècle ou le début du XXe siècle.

Le 1er février 1859, la gare est reliée au Mans et à Tours, grâce à l'achèvement de la ligne du Mans à Mézidon (composante de la ligne de Caen à Tours) entre Argentan et Mézidon. La même année, un embranchement, ouvert le 1er novembre entre Coulibœuf et Falaise, permet des liaisons Caen – Mézidon – Coulibœuf – Falaise. Avec ces ouvertures, la gare doit être agrandie.
Une nouvelle extension est réalisée en 1868, afin de supporter le trafic fret et voyageurs. Un dépôt est construit à partir de 1870 sur un terrain de 20 hectares
Le 16 août 1877, le président de la République Patrice de Mac Mahon s'y arrête pour dîner, avant de se rendre à Caen. Trois ans plus tard, c'est au tour de Jules Grévy d'y être accueilli, avec un banquet rassemblant une centaine de convives.
Le 15 juin 1879, la ville de Mézidon est reliée à Dives - Cabourg par Dozulé - Putot, grâce à l'ouverture du premier tronçon de la ligne de Mézidon à Trouville - Deauville.
Le 30 décembre 1881, l'ouverture complète de la ligne de Sainte-Gauburge à Mesnil-Mauger a permis des services Mézidon – Sainte-Gauburge par Le Mesnil-Mauger et Échauffour.
En 1911, il est décidé d'étendre la gare avec la création d'un raccordement avec la ligne du Mans, l'établissement d'un atelier de réparation des wagons et l'extension du dépôt des locomotives. À cette première extension, est ajoutée la création d'une gare de triage. C'est en 1913 que le raccordement entre les lignes de Paris et Le Mans est réalisé. Le nouveau dépôt comprend une rotonde de 23 locomotives qui est achevée en 1915. La réorganisation des voies entraine la reconstruction de plusieurs ponts routiers (route de Percy, route de Magny).
Les ateliers sont implantés au croisement des lignes de ligne de Mantes-la-Jolie à Cherbourg et de Rouen à Tours. Ils mesurent 160 m sur 60, à l'arrivée d'un faisceau de desserte de 19 voies. Ils contiennent trois travées avec 960 m de voies couvertes.
À partir de 1938, plusieurs lignes sont fermées. La section de Mézidon à Dives - Cabourg de la ligne de Mézidon à Trouville - Deauville a été fermée au trafic des voyageurs le 1er mars 1938 et au service du fret le 3 novembre 1969 ; elle a par la suite été déclassée, puis déposée. Le 15 mai 1938, la ligne de Sainte-Gauburge à Mesnil-Mauger a également été fermée au trafic voyageurs. Seules les lignes Paris – Caen – Cherbourg et Caen – Tours sont donc encore en service. La gare possède un triangle de retournement au niveau de la bifurcation.
La gare est touchée par un premier bombardement, le 25 octobre 1943, qui fait cinq morts (tous cheminots) et dix blessés. Elle est touchée plus durablement par les opérations du Débarquement, notamment le 11 juin, par des bombes incendiaires, puis les 14, 17 et 25 juin. À l'arrivée des Alliés, les trois-quarts des bâtiments sont détruits. Sur les voies, près de 600 wagons et locomotives gisent. Les relations avec Paris ne peuvent reprendre avant décembre 1944, puis l'activité est complètement rétablie à partir de mars 1945.
À partir du 1er janvier 1974, la fermeture du dépôt d'Argentan entraine le déplacement du personnel de ce dernier vers celui de Mézidon. Le dépôt ferme quant à lui en 1987 et les ateliers en 1992.
Les anciens ateliers SNCF de réparation du matériel roulant, implantés dans le triage, furent utilisés pour le traitement et le conditionnement de noir de carbone pour la fabrication des pneumatiques Michelin et furent loués à la société Dialog jusqu'au 31 décembre 2016.
En 2015, la gare est mise aux normes PMR, pour un montant de 7,9 millions d'euros, avec la construction d'une passerelle et d'ascenseurs et la condamnation des passages souterrains.
À partir du 1er juin 2018, le guichet voyageurs est fermé.

## Fréquentation
De 2015 à 2023, selon les estimations de la SNCF, la fréquentation annuelle de la gare s'élève aux nombres indiqués dans le tableau ci-dessous.
| Année                      | 2015    | 2016    | 2017    | 2018    | 2019    | 2020    | 2021    | 2022    | 2023    |
| -------------------------- | ------- | ------- | ------- | ------- | ------- | ------- | ------- | ------- | ------- |
| Voyageurs                  | 318 023 | 310 601 | 309 501 | 273 594 | 298 881 | 210 231 | 249 184 | 318 511 | 356 499 |
| Voyageurs et non voyageurs | 327 859 | 320 207 | 319 073 | 282 056 | 308 124 | 216 733 | 256 890 | 328 362 | 367 525 |

## Service des voyageurs

### Accueil
La gare est ouverte tous les jours, du lundi au vendredi de 6 h à 20 h 45, le samedi de 7 h à 20 h 35 et les dimanches et fêtes de 9 h à 21 h 30. Le guichet est fermé.
Elle dispose d'un distributeur de titres de transport TER et d'un parking.

### Desserte
Elle est desservie par des trains TER Normandie, effectuant les relations Caen – Argentan – Alençon – Le Mans – Tours, Caen – Rouen et Caen – Lisieux – Évreux.

### Intermodalité
La gare est desservie par les lignes 109 et 110 du réseau interurbain du Calvados.

## Services des marchandises
La gare de Mézidon est une ancienne gare de triage. Elle est toujours ouverte au trafic du fret. Le service est limité aux transports par train en gare (train massif uniquement). Elle dépend du centre régional de douane de Caen et de la plateforme de Sotteville.